# 타지키스탄의 교통

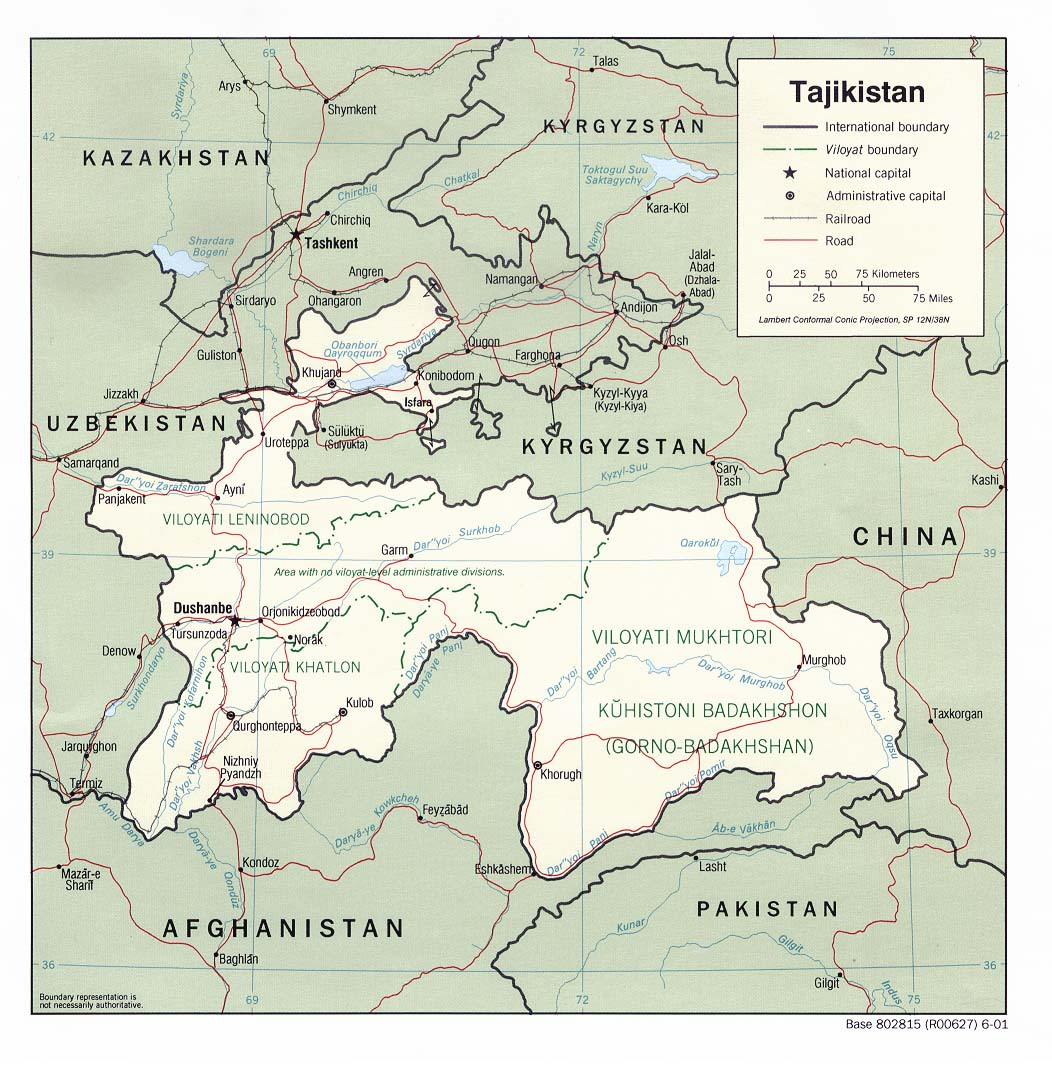
2001년 도로 및 철도망을 포함한 타지키스탄 지도

험준한 타지키스탄의 교통 체계는 대부분 소비에트 시대에 건설되었으며, 그 이후 투자와 유지보수가 부족하여 체계가 심하게 악화되었다. 2013년 타지키스탄은 다른 많은 중앙아시아 국가들과 마찬가지로 교통 부문에서 큰 발전을 경험하고 있었다. 2005년부터 일련의 주요 교통 프로젝트가 시작되었다. 그러한 첫 번째 프로젝트인 Anzob 터널은 2006년에 개통되어 두샨베에서 타지키스탄 북부까지 연중 내내 연결되는 도로를 제공한다.

## 공항

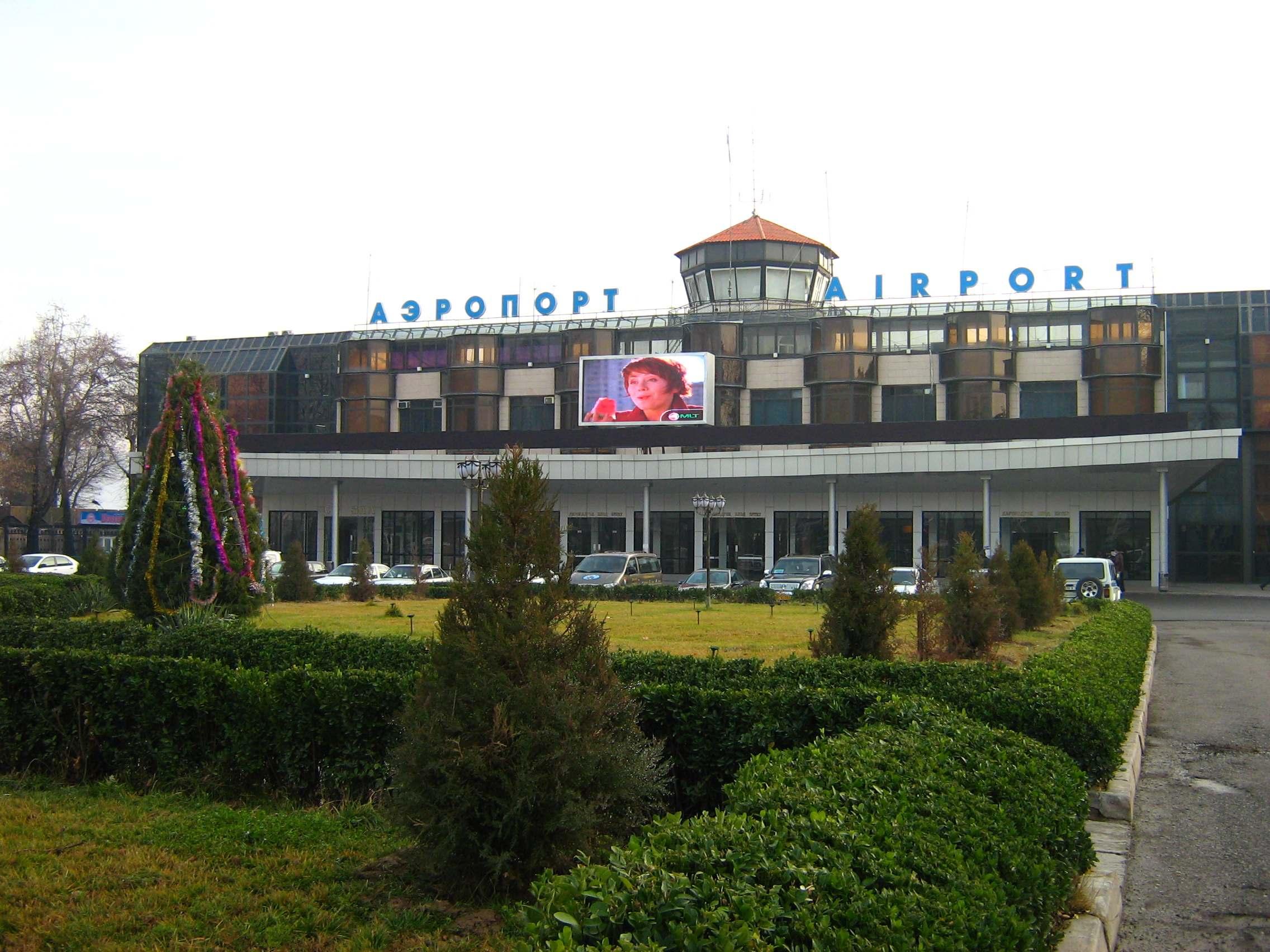
두샨베 국제공항

2009년에 타지키스탄에는 26개의 공항이 있었는데 그 중 18개는 포장된 활주로를 가지고 있었고 그 중 2개는 3,000미터 이상의 활주로를 가지고 있었다. 타지키스탄에는 2개의 국내 항공사(Tajik Air 및 Somon Air)가 있으며 외국 항공 회사(주로 러시아)에서도 서비스를 제공한다. 이 나라의 주요 공항은 두샨베 국제공항으로 2014년 5월 현재 알마티, 바쿠, 비슈케크, 델리, 두바이, 프랑크푸르트, 이스탄불, 카불, 모스크바, 상트페테르부르크, 샤르자, 테헤란, 특히 우루무치와 같은 주요 도시와의 항공편이 있다.
두샨베와 타슈켄트를 연결하는 항공편은 없다. 두샨베 다음으로 큰 공항은 후잔트와 Kulob에 있다. 2007년 현재 항공 운송은 신뢰할 수 없다고 한다.

## 철도
철도 시스템은 총 680 킬로미터 (420 mi)의 길이이며, 모두 1,520 mm (4 ft 11 27⁄32 in) 궤도이다.

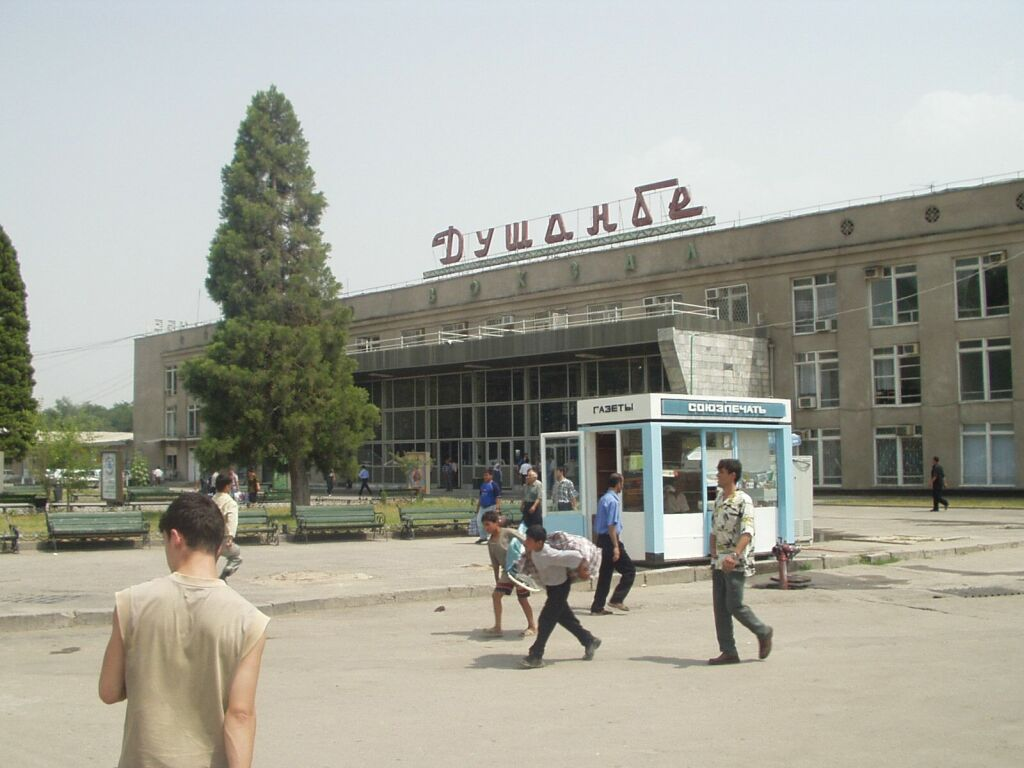
두샨베 기차역

파키스탄, 타지키스탄, 아프가니스탄 정상 간의 2009년 협정이 타지키스탄 철도 시스템의 일부를 현대화하여 중앙아시아 국가들 간의 더 많은 무역을 허용할 것으로 기대된다.

## 고속도로

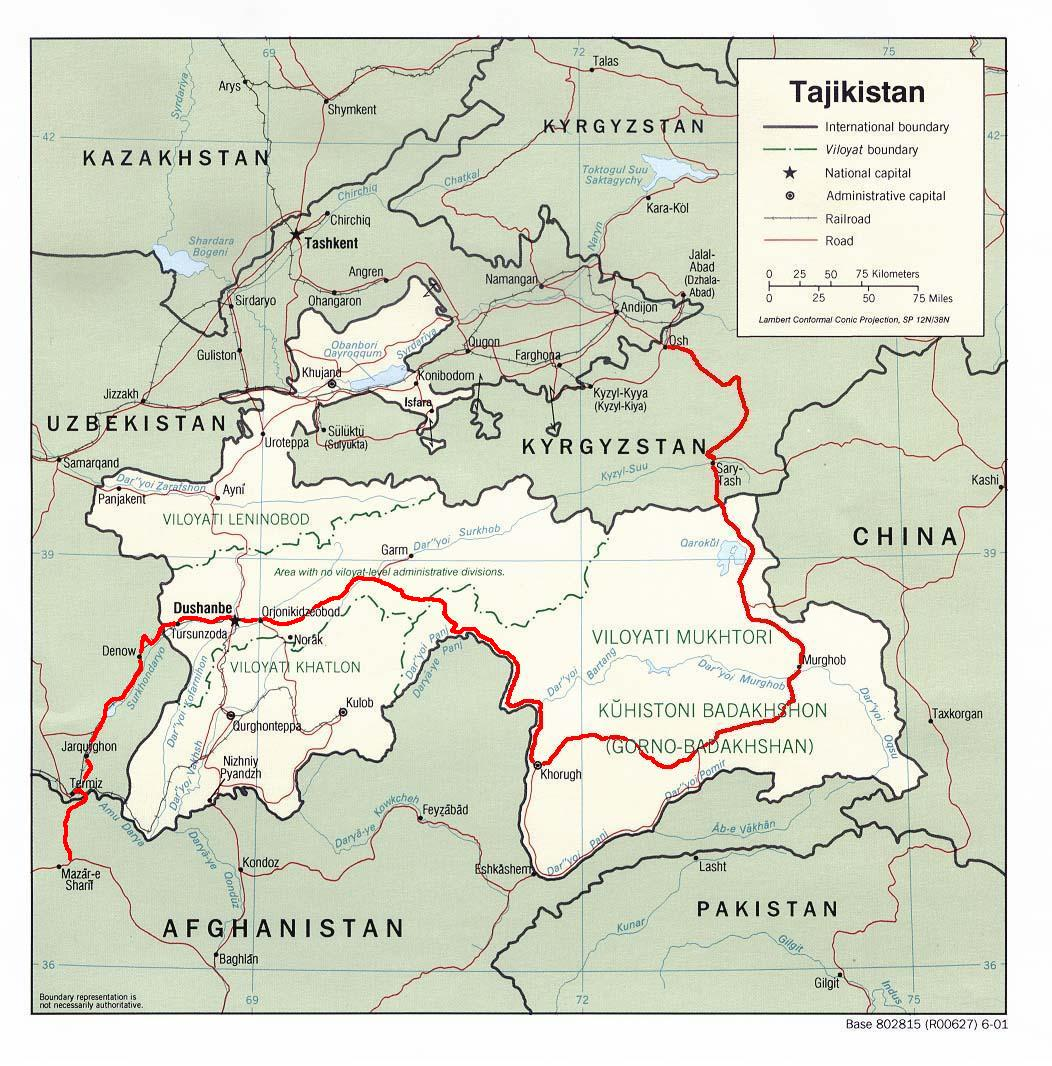
파미르 고속도로 노선

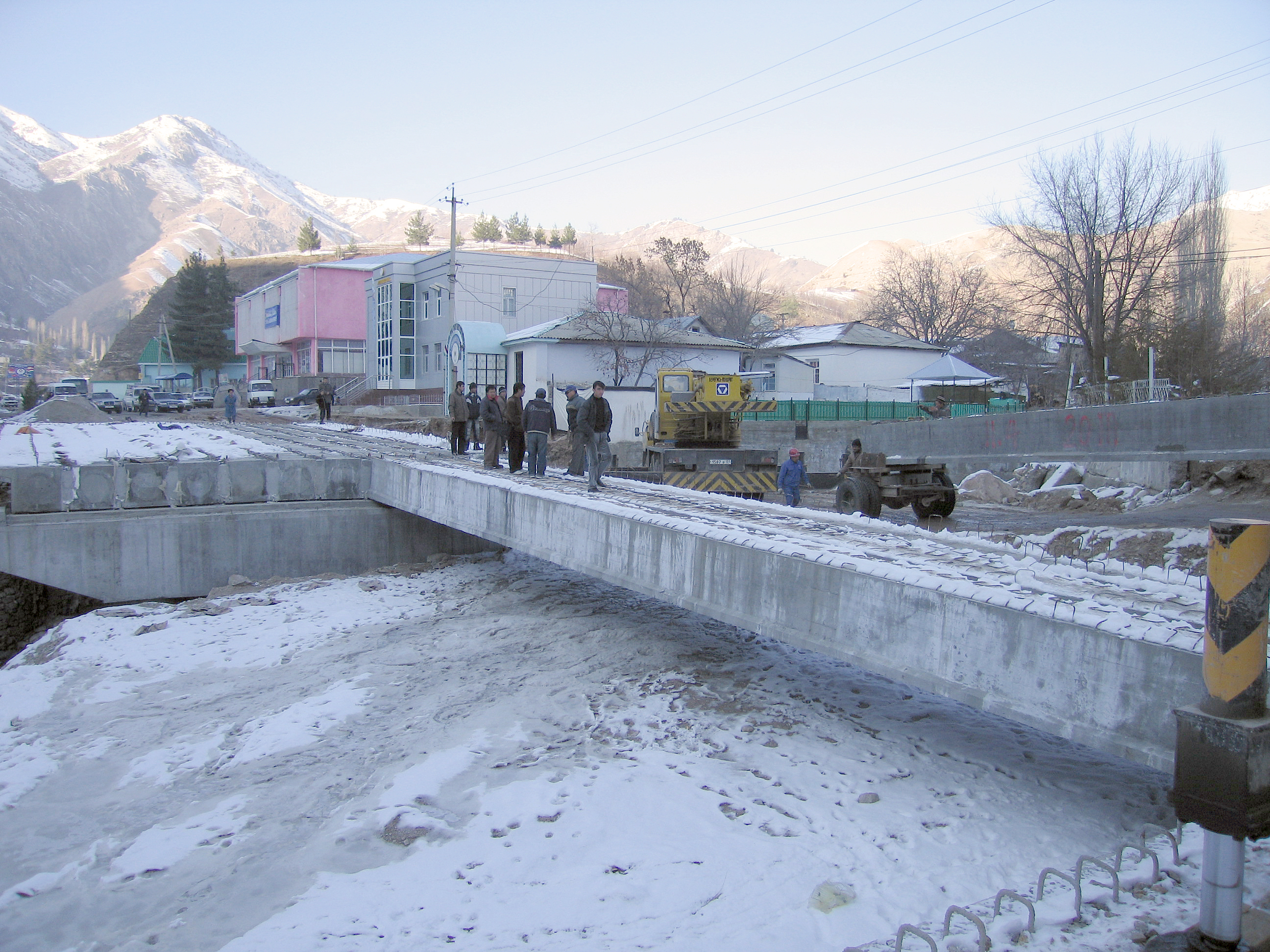
2007년 두샨베와 후잔트 사이 도로에 다리를 건설하는 중국 노동자들

전국 도로의 총 길이는 27,800km이며 거의 모든 도로가 1991년 이전에 건설되었다. 자동차는 전체 여객운송량의 90% 이상, 국내 화물운송량의 80% 이상을 차지한다.
2014년 현재 많은 고속도로 및 터널 건설 프로젝트가 진행 중이거나 최근에 완료되었다. 주요 프로젝트에는 Dushanbe – Chanak(우즈벡 국경), Dushanbe – Kulma(중국 국경), Kurgan-Tube – Nizhny Pyanj(아프간 국경) 고속도로 복구 및 Anzob, Shakhristan, Shar-Shar , 및 초마작 산길 아래 터널 건설이 포함된다. 이들은 국제 공여국의 지원을 받았다. 중국은 2007년 8월 현재 중국의 장비, 인력 및 감독을 사용하여 진행 중인 Dushanbe와 Khujand 사이의 도로 재건, 확장 및 개선을 포함하여 타지키스탄의 인프라 개선을 위해 약 7억 2천만 달러를 투자했다.
2005년 중반에 미국이 자금을 지원하여 2007년 8월에 개통한 판지 강을 건너 아프가니스탄으로 가는 다리 건설이 시작되었으며 궁극적으로 타지키스탄을 남쪽의 온수 포트에 연결하는 여러 다른 다리 건설을 요구하는 계획이 있다.
파키스탄-아프가니스탄-타지키스탄 고속도로, 새로운 1,300 킬로미터 (810 mi) 의 긴 도로가 Gorno-Badakhshan Autonomous Province와 Dushanbe를 통과할 계획이며 2013년 타지키스탄은 국경 쪽의 모든 도로 건설이 완료되었다고 발표했다. 파키스탄 자르다리 대통령에 따르면,

## 파이프라인
타지키스탄의 549km 가스 파이프라인은 우즈베키스탄에서 두샨베로 천연 가스를 가져오고 타지키스탄 북서부를 가로질러 우즈베키스탄 지점 사이에서 가스를 수송한다. 타지키스탄에는 또한 38km의 송유관이 있다.

## 항구와 수로
타지키스탄은 바다에 접근할 수 없으며 항해가 가능한 내륙 수로도 없다.